# Катюэлан, Жак де
Жак Селестен Жан Франсуа Мари дю Мерди де Катюэлан (фр. Jacques Celéstin Jean Francois Marie du Merdy de Catuélan; 7 декабря 1733, замок Катюэлан близ Энона — после 1790) — французский переводчик. Младший брат Шарля де Катюэлана, президента Парламента Бретани.

## Биография
Представитель бретонского графского рода. В 1750—1757 гг. служил в элитном пехотном полку, в 1765 г. женился и обосновался в Париже. Увлёкшись английской культурой, неоднократно путешествовал в Англию, где на него большое впечатление произвело знакомство с драматургией Шекспира; в 1769 г. присутствовал на шекспировском празднике в Стратфорде. Летом 1772 г. объявил о начале работы над переводами Шекспира, в декабре того же года в печати появились отрывки «Ромео и Джульетты» в его переводе. Проект собрания сочинений Шекспира во французских переводах граф де Катюэлан условился разделить с другим переводчиком, Пьером Летурнером; значительная часть переводов появилась за подписью одного Летурнера, однако, возможно, и в этих переводах использованы версии Катюэлана. Кроме того, Катюэлан обеспечил собранию сочинений Шекспира покровительство Людовика XVI, благодаря чему число подписчиков собрания выросло до 1500.
В 1782 году в результате банкротства герцога Монбазона потерял значительные средства и вынужден был удалиться из Парижа. В итоге в 1786 г. обосновался в Лозанне и умер, вероятно, в 1790-е гг. (точных сведений об этом нет).